# Бушнелл, Джеффри
Джеффри Бушнелл (англ. Geoffrey Hext Sutherland (G. H. S.) Bushnell; 31 мая 1903 — 26 декабря 1978, Кембридж) — британский археолог. Доктор. Член Британской академии (1970).
Занимался археологией Перу и Эквадора.
Окончил Кембриджский университет (бакалавр геологии, 1925).
В 1926—1938 годах работал в частной компании геологом-нефтяником.
Степень доктора философ

ии по археологии получил в Кембридже в 1948 году.
С 1947 года — сотрудник, в 1948—1970 годах — куратор кембриджского музея археологии и этнологии (ныне: антропологии, en:Museum of Archaeology and Anthropology, University of Cambridge).
С 1963 года — член кембриджского Корпус-Кристи-колледжа, с 1966 года — лектор археологии Нового Света (впоследствии эмерит).
Командор эквадорского Национального ордена Заслуг, удостоен которого эквадорским правительством в 1971 году.